# Wieden (Wenen)
Wieden ([ˈviːdn̩]ⓘ) is het vierde stadsdistrict van Wenen en de oudste voorstad van de Oostenrijkse hoofdstad. De vroegste datering van de naam stamt van 1137, maar de hoofdstraat van het district, de 'Wiedner Hauptstraße', is nog veel ouder.
In Wieden werd een zomerverblijf van de Habsburgse keizers gebouwd onder het bewind van keizer Ferdinand II van het Heilige Roomse Rijk. keizerin Maria Theresia verkocht het paleis in de 18e eeuw echter aan de jezuïeten, nadat ze het niet meer bewoonde. In diezelfde eeuw werd het plaatsje Wieden een echte stad en kreeg zij zelf voorsteden, te weten Hungelbrunn en Schamburgergrund.
Op 6 maart 1850 werd Wieden met een aantal kleinere plaatsen samengevoegd, maar reeds in 1861 scheidde het latere vijfde district Margareten zich al af, ten gevolge van sociale en economische verschillen met de rest van Wieden.
Tussen 1945 en 1955 maakte Wieden onderdeel uit van de Sovjet-bezettingszone in Wenen.

## Bekende inwoners van Wieden
- Johannes Brahms
- Christoph Willibald Gluck
- Johann Strauss II
- Emanuel Schikaneder
- Karl Lueger

1 Innere Stadt · 2 Leopoldstadt · 3 Landstraße · 4 Wieden · 5 Margareten · 6 Mariahilf · 7 Neubau · 8 Josefstadt · 9 Alsergrund · 10 Favoriten · 11 Simmering · 12 Meidling · 13 Hietzing · 14 Penzing · 15 Rudolfsheim-Fünfhaus · 16 Ottakring · 17 Hernals · 18 Währing · 19 Döbling · 20 Brigittenau · 21 Floridsdorf · 22 Donaustadt · 23 Liesing